# 加洛语
加洛语（加洛语：Galo）是法國的一種語言。加洛语屬羅曼語族，是奧依語之一。主要在上布列塔尼地區使用。